# Termometr gruntowy

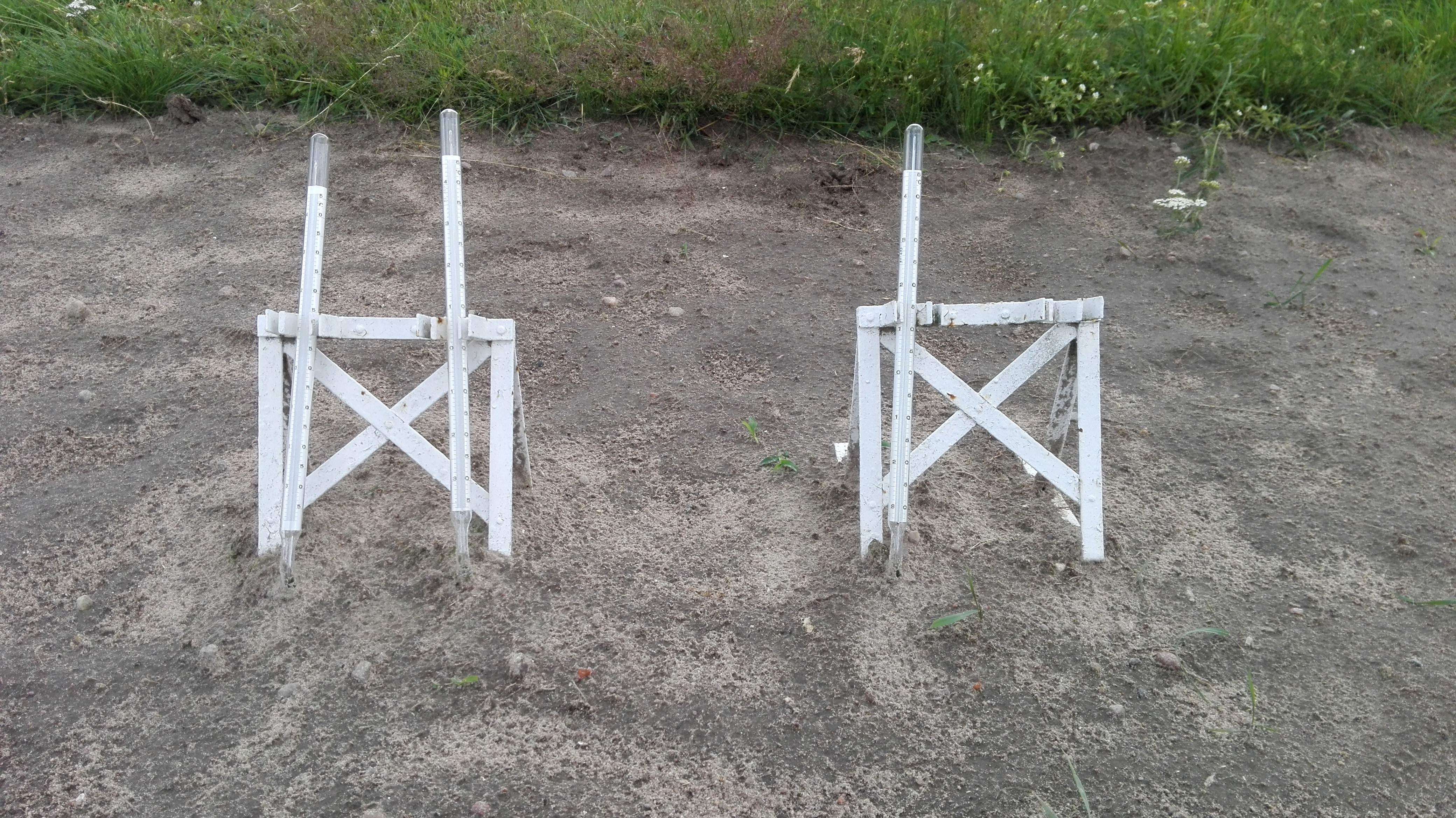
Zestaw termometrów gruntowych na stacji meteorologicznej w Skierniewicach

Termometr gruntowy (także termometr glebowy) – rodzaj termometru, służący do pomiaru temperatury gruntu. Na wybranych stacjach i posterunkach meteorologicznych temperaturę gruntu mierzy się na głębokości: 5, 10, 20, 50, 100 cm. o godzinie 7. 13 i 19 następnie wyniki się sumuje się i dzieli przez trzy otrzymując w ten sposób średnią wartość dobową temperatury gleby.

## Warunki pomiaru
W stacjach meteorologicznych temperaturę gruntu mierzy się na nie zacienionych poletkach o wymiarach 2x2m lub 2x4m całkowicie pozbawioną roślin.
poziom wody gruntowej powinien znajdować się poniżej głębokości pomiaru. Termometry gruntowe dzieli się na termometry glebowe kolankowe i termometry wyciągane.

## Termometr kolankowy
Wykorzystywany jest do pomiaru temperatury gruntu na głębokości: 5, 10, 20, 50 cm. Termometr ma przedłużoną kapilarę ze skalą znajdującą się na powierzchni gruntu, zaś zbiorniczek na odpowiedniej głębokości. Taka konstrukcja termometru umożliwia odczyt meniska bez poruszania.

## Termometr wyciągowy
Wykorzystywany jest do pomiaru temperatury gruntu na głębokości co najmniej 100 cm. Termometr ten zbudowany jest ze zwykłego termometru umieszczonego w oprawie dobrze przewodzącej ciepło np: mosiądz, miedź. Oprawa zamocowana jest na pręcie, a całość zamocowana jest w rurze umieszczonej pionowo w glebie. Na głębokości pomiaru znajduje się mosiężne denko stykające się bezpośrednio ze zbiorniczkiem tremometru. Termometr jest wyciągany na czas odczytu temperatury.